# Mauritz Lindqvist
Johan Mauritz Lindqvist, född 16 mars 1884 i Norsjö, Västerbottens län, död 21 november 1941 i Skellefteå, var en svensk målare och tecknare. 
Han var son till handlaren Johan Larsson och Maria Hällgren och från 1911 gift med Eva Lovisa Salomonsson samt far till Adolf och Rudolf Lindqvist. Han studerade för Carl Wilhelmson och Oscar Björk vid Valands målarskola i Göteborg 1901–1902 och under resor till den svenska fjällvärlden. Han var under några år bosatt i Norrköping där han arbetade med porträttmåleri. Han var en driven tecknare och fram till 1920-talet medverkade han som illustratör i flera vecko- och jultidningar. Han flyttade tillbaka till Norsjö 1914 och var verksam där fram till sin död. Han ställde ut separat i de flesta norrländska städer och tillsammans med sin son ställde han ut i Sundsvall. Han medverkade i samlingsutställningar i bland annat Stockholm, Helsingborg, Linköping, Norrköping och Karlstad. Hans konst består av porträtt, genrebilder och det norrländska landskapet samt kol- och blyertsteckningar. Lindqvist är representerad vid Norsjö bildmuseum.